# 멘소래담

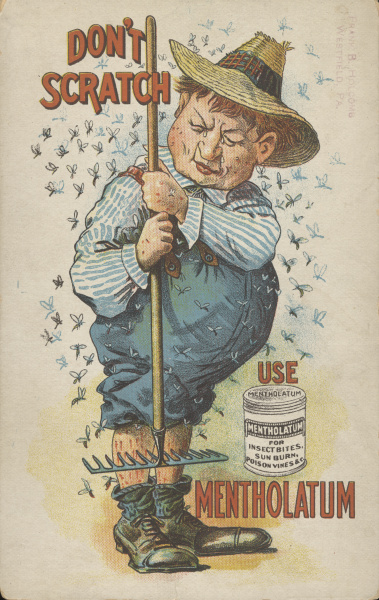

멘소래담(영어: Mentholatum 멘돌레이텀[*])은 1889년에 설립된 미국 굴지의 제약회사이다. 1889년에 미국의 알버트 알렉산더 하이드와 약사출신인 그의 친구에 의해 미국 뉴욕에서 창업하였으며, 멘소래담 로션을 최초로 개발한 회사이기도 하다.
1988년 일본의 제약회사 로토제약이 인수했다. 대한민국에서는 1998년에 한국멘소래담을 통해 독자브랜드로 진출하였다.

## 개요
1889년에 미국의 알버트 알렉산더 하이드가 약사출신인 친구와의 동업을 통해 미국 뉴욕에서 미국 멘소래담 사(社)를 창업하면서부터 시작하였다. 그러고 나서 멘소래담의 시초격 제품인 멘소래담 연고를 개발하여 상비약으로 보급하게 되자 미국 전역에서 큰 호응을 얻은 것을 계기로 아메리카, 유럽을 거쳐 아시아 지역까지 보급되었으며, 이를 계기로 세계적인 제약회사로 발전하였다. 제약 사업 이외에도 헬스케어, 화장품 등 다양한 분야로 진출하기도 하였다.

## 명칭의 유래
멘소래담이라는 명칭은 멘솔(Menthol)과 페트롤라툼(Petrolatum)의 합성어이다. 원 발음은 멘솔레이텀에 가까우나 대한민국에서는 영진약품이 라이센스 생산을 시작하면서 상표등록한 멘소래담이라는 명칭이 현재까지 통용되고 있다.

## 대한민국
대한민국에서는 1950년에 한국전쟁 도중 미국 선교사들과 주한 미군 군인들에 의해 멘소래담 로션이 보급되었으며, 한때 영진약품과 보령제약 등이 대한민국 판매권 라이센스를 취득하여, 판매한 적이 있었다. 멘소래담 본사가 1998년에 현지법인인 한국멘소래담을 설립, 직접 진출함에 따라 현재는 한국멘소래담을 통해 멘소래담 사의 제품을 발매하고 있다.
한국에서는 흔히 소염진통제를 멘소래담이라고 부르는데, 그 이유는 이 회사에서 출시한 멘소래담 로션의 영향을 받은 것으로 추정된다.